# Geelvinck Pianola Museum
Het Pianola Museum in de Jordaan is een muziekmuseum in Amsterdam dat een overzicht biedt van de geschiedenis en de manier van spelen van de pianola, een 'zelfspelend' muziekinstrument dat tussen 1900 en circa 1935 werd gebouwd. De verzameling van het museum omvat meer dan 100 instrumenten uit die tijd.
In het museum vinden regelmatig concerten plaats met klassieke pianomuziek, maar ook met jazz en tango. De pianola speelt daarbij vaak een belangrijke rol.

## Geschiedenis
Aan het begin van de 20e eeuw was Amsterdam een belangrijk centrum voor de handel in pianola's. De bekendste winkels waren de firma's 'Duwaer en Naessens', Goldschmeding, Bender en Kettner. De meeste kopers waren particulieren. Maar ook werden er instrumenten geleverd aan talrijke uitgaansgelegenheden.
Door Theo de Boer en Kasper Janse werd in 1981 de Stichting Nederlands Piano Museum opgericht. Deze stichting beheert de collectie van het museum. In 1994 kon op de begane grond van het voormalig politiebureau uit 1905 aan de Westerstraat 106 te Amsterdam het museum worden geopend. Sinds 2017 werkt het Pianola Museum nauw samen met het Geelvinck Muziek Museum.
De geschiedenis van de pianola loopt parallel met die van de stomme film. Al jarenlang organiseert het museum voorstellingen met oude filmbeelden.

## Collectie
In het museum staan zo'n 15 instrumenten opgesteld, pianola’s en reproductiepiano’s. Ze spelen met behulp van een muziekrol. Het museum heeft een bibliotheek en een omvangrijk archief. Het muziekarchief omvat meer dan 35.000 muziekrollen met onder meer klassieke muziek, ragtime, operette tot mars- en dansmuziek. Ze kunnen op zeer uiteenlopende instrumenten afgespeeld worden. De collectie behoort tot de grootste ter wereld. Bezoekers kunnen tijdens een rondleiding informatie krijgen over de geschiedenis en de werking van de instrumenten. De muziek van de pianola staat daarbij centraal.

## Afbeeldingen

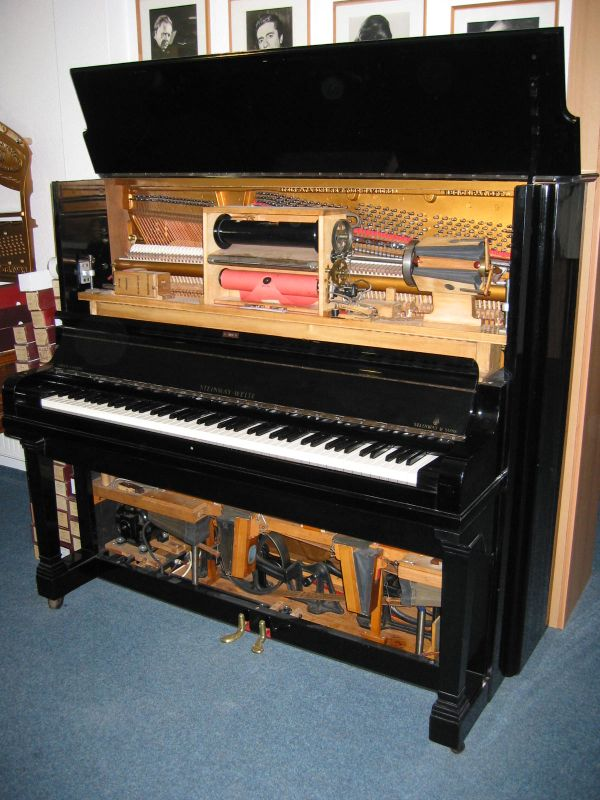
Reproductiepiano uit 1919
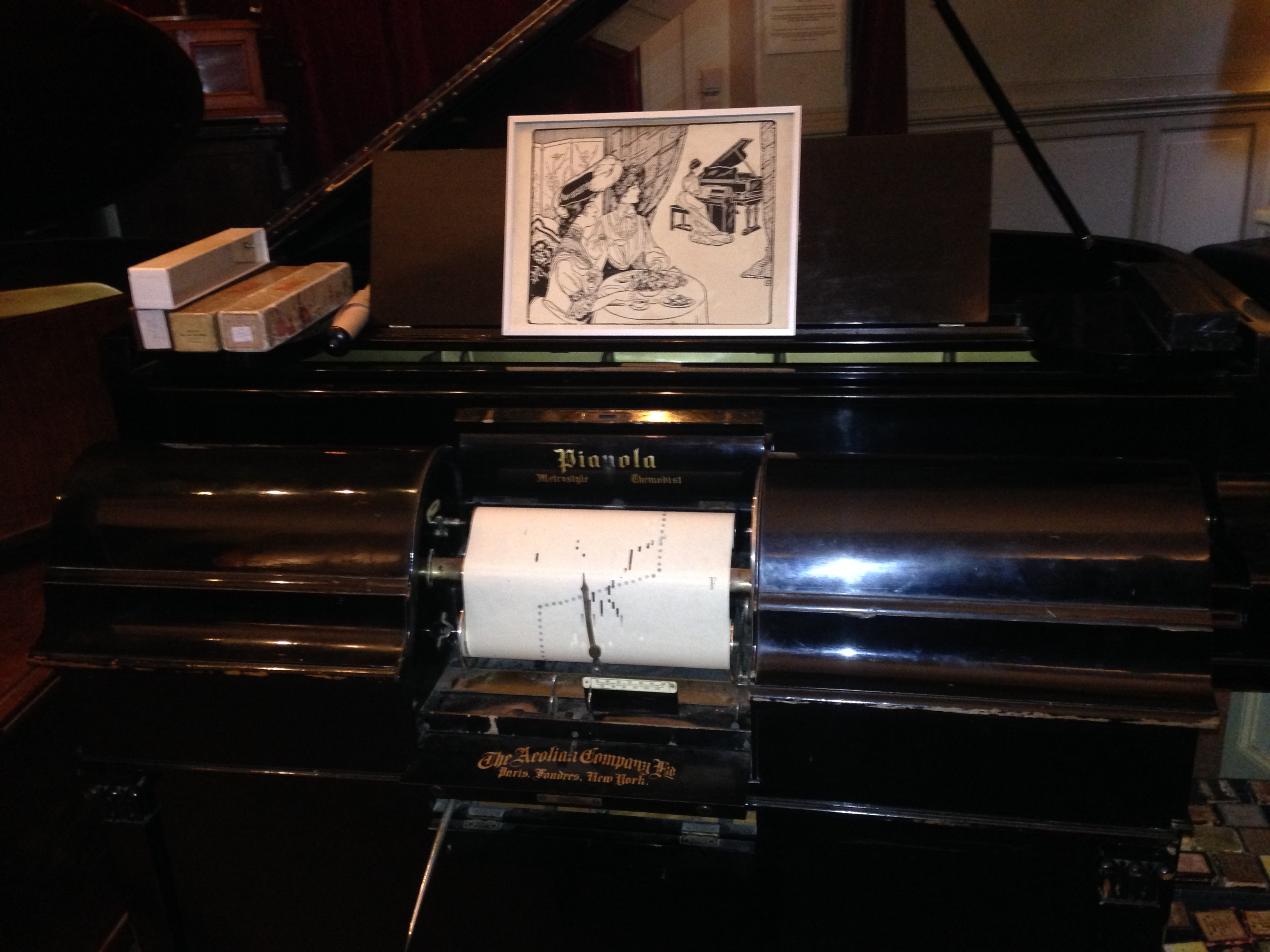
Pianola voorzetapparaat
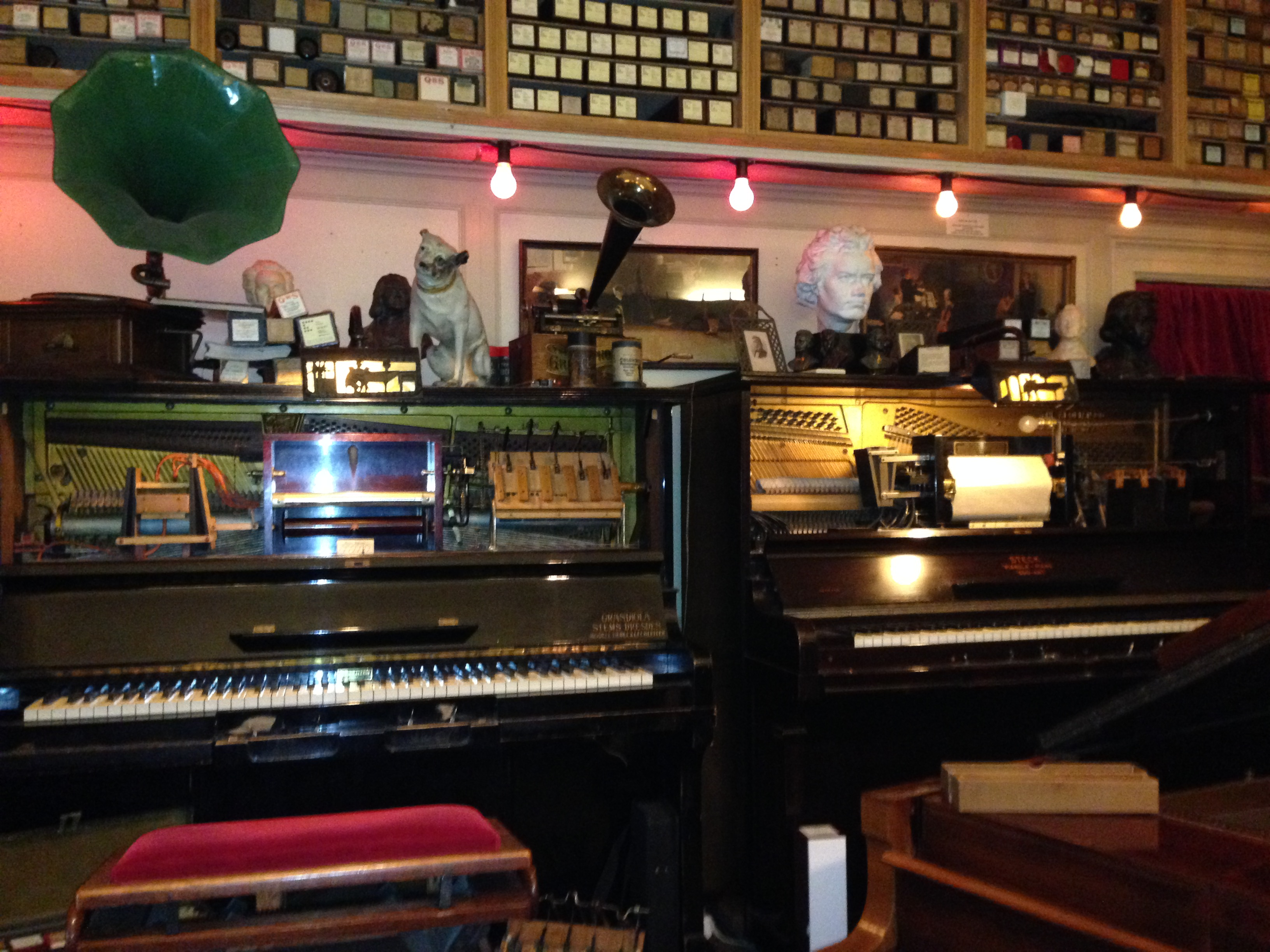
Piano's met 'inbouwapparaat'
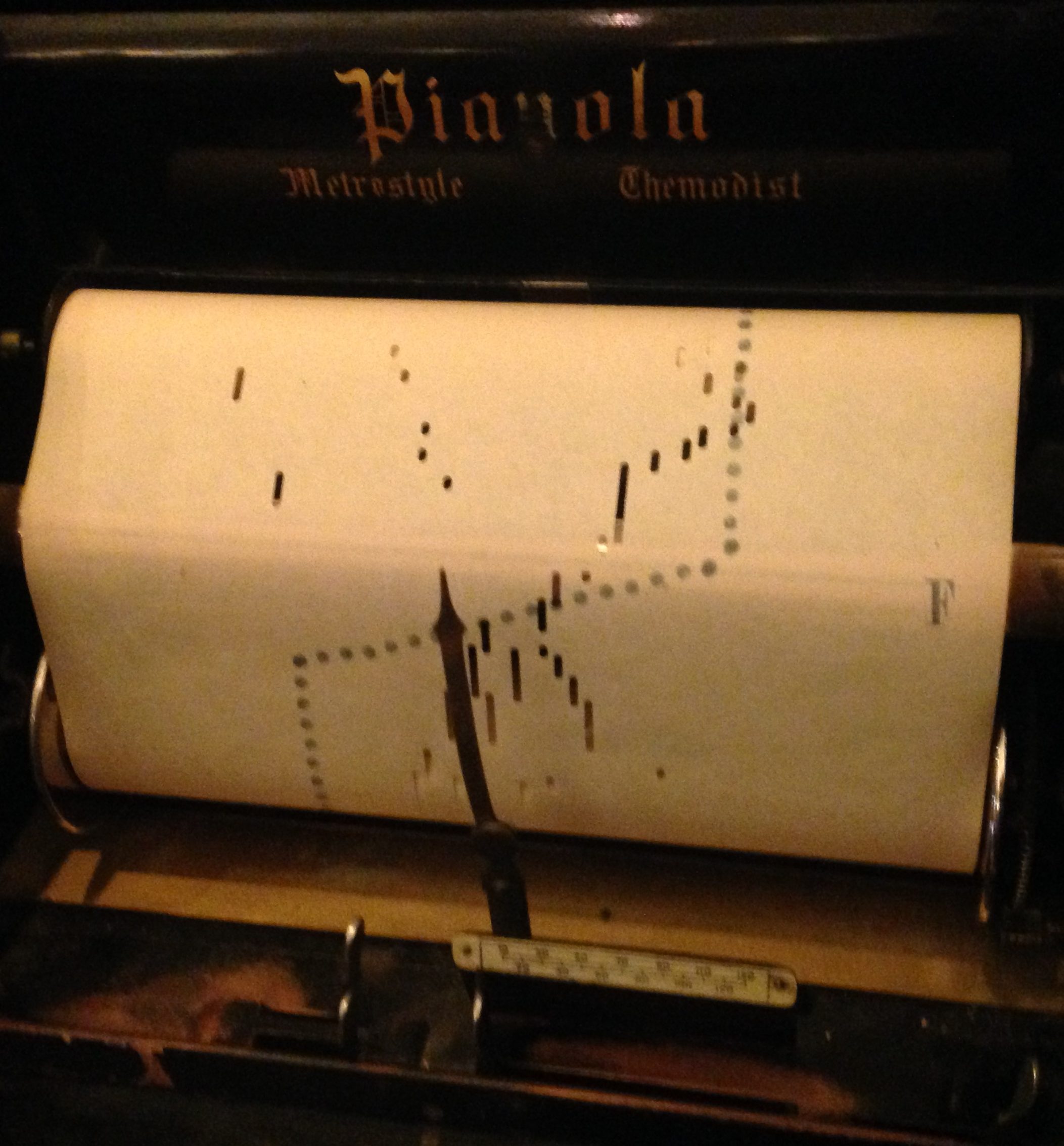
Papierrol met gaatjespatroon